# Otto Henrik Nordenskiöld
Otto Henrik Nordenskjöld (Mäntsälä, 23 febbraio 1747 – Fårbo, 8 aprile 1832) è stato un ammiraglio svedese.
Prese parte come capo di stato maggiore della flotta alla Battaglia di Suursaari, avvenuta durante la guerra russo-svedese del 1788-1790, distinguendosi in numerosi fatti d'arme. Elevato al rango nobiliare di Friherrligt e militare di Vizeamiral, ricoprì l'incarico di Capo di stato maggiore della flotta svedese tra il 1796 e il 1798.

## Biografia
Nacque a Mäntsälä (Finlandia) il 23 febbraio 1747, figlio di Karl Fredrik Nordenberg (1709-1779) e di Hedwig Märta Ramsay (1717-1759). Dopo aver frequentato l'Kungliga Akademien i Åbo, entrò nella Reale Marina svedese come Kadett presso l'Ammiragliato di Karlskrona. All'età di ventidue anni fu promosso al grado di löjtnant. Promosso ufficiale nel 1764, prese parte alla Guerra d'indipendenza americana, dapprima dalla parte degli inglesi dove osservò la tattica della Royal Navy, e poi da quella dei francesi dove partecipò alle operazioni della Marine royale.
Rientrato in Patria nel 1781 fu promosso överlojtnant, mettendosi particolarmente in luce per le sue capacità. Nel 1788, allo scoppio della guerra con la Russia, divenne aiutante di bandiera del Grande Ammiraglio Duca Carlo di Södermanland, che aveva il comando della flotta ma mancava di esperienza operativa. Durante la Battaglia di Suursaari (17 luglio 1788) ebbe il comando formale della flotta, ma quello reale fu esercitato dal Duca Carlo di Södermanland coadiuvato operativamente da Anton Johan Wrangel
Quando nel tardo autunno del 1788 la flotta svedese fu minacciata di rimanere bloccata a Sveaborg,  fu lui ad assumere il comando e a trasferirla al sicuro nel porto di Karlskrona. Nel 1790 partecipò alla Battaglia di Revel (8 maggio) e poi a quella di Styrsudden (3-4 giugno). Con la flotta svedese intrappolata a Vyborg da una squadra navale russa, fu lui a stendere il piano operativo che consentì alle navi svedesi di forzare il blocco, al prezzo di numerose perdite, rientrando in Svezia dove l'operazione fu celebrata come una vittoria, ed egli fu promosso al grado di Schoutbynacht.
Nel 1789 sposò la contessa Beata Wrangel af Sauss che gli diede sette figli, tra cui Carl Reinhold.
Nel 1790 fu promosso al grado di Viceamiral, e tra il 1796 e il 1798 fu Capo di Stato maggiore della flotta svedese.
Nel 1798 lasciò la vita militare stabilendosi nella sua tenuta di Fårbo, parrocchia di Misterhult, dove esercitò la professione di agricoltore. Nel Natale del 1812 una epidemia febbrile causò la morte della moglie Beate, dei due figli più piccoli, della figlia Hedvig Charlotta e del figlio diciottenne Fredrik August. Rimasero in vita solo i figli Carl Reinhold, Otto Henrik, e Carl Adam. Egli sopravvisse all'amata moglie fino all'8 aprile 1832, spegnendosi a Fårbo all'età di ottantacinque anni, e venendo seppellito presso la tomba di famiglia sita nel locale cimitero.  Un cacciatorpediniere della marina svedese ha portato il suo nome